# Cadillac Calais
Cadillac Calais – samochód osobowy klasy luksusowej produkowany pod amerykańską marką Cadillac w latach 1965 – 1976.

## Pierwsza genercja

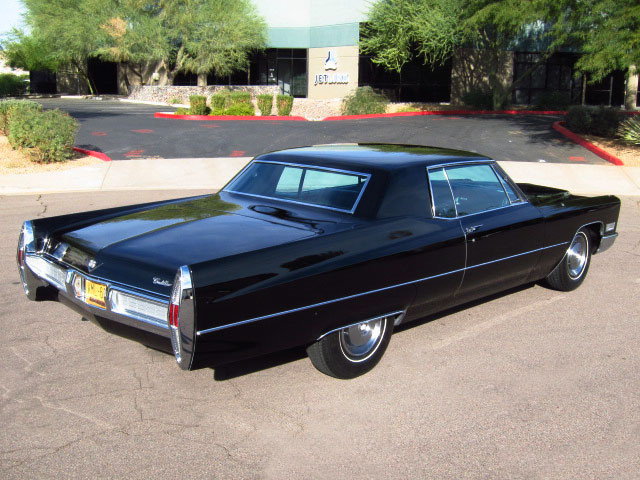
Cadillac Calais I - tył

Cadillac Calais I został zaprezentowany po raz pierwszy w 1965 roku.
W 1965 roku Cadillac podjął decyzję o poszerzeniu oferty sztandarowych samochodów luksusowych o model Calais. Samochód był uboższą i tańszą alternatywę dla modelu DeVille. Podobnie jak on, Calais I wyróżniał się strzelistymi nadkolami i podwójnymi reflektorami ułożonymi pionowo. Oferta nadwoziowa składała się zarówno z 4-drzwiowego sedana, jak i 2-drzwiowego coupé.

### Silniki
- V8 7.0l OHV
- V8 7.7l OHV

## Druga generacja

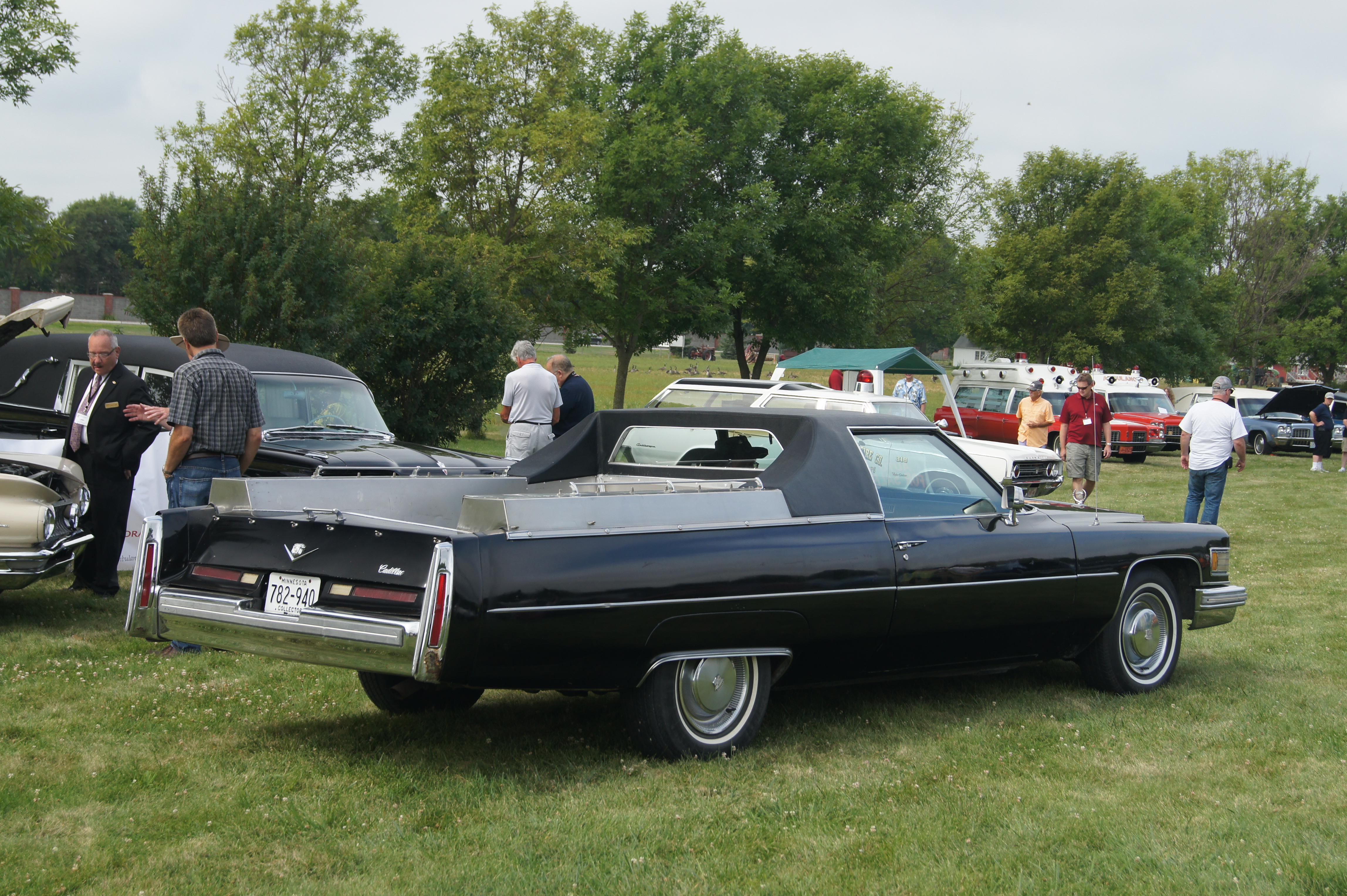
Cadillac Calais II - tył

Cadillac Calais II został zaprezentowany po raz pierwszy w 1971 roku.
W 1971 roku Cadillac przedstawił drugą generację Calais, która przeszła gruntowne zmiany pod kątem wizualnym. Samochód stał się większy, a także wyewoluował z okrągłych proporcji nadwozia w kierunku bardziej kanciastego wyglądu. Podobnie jak w przypadku poprzednika, Calais II był tańszą i ubożej wyposażoną alternatywą dla modelu DeVille.

### Silniki
- V8 7.7l OHV
- V8 8.2l OHV